# Tinodes alpachastra
Tinodes alpachastra är en nattsländeart som beskrevs av Schmid 1972. Tinodes alpachastra ingår i släktet Tinodes och familjen tunnelnattsländor. Inga underarter finns listade i Catalogue of Life.